# Kirchberg (Saxônia)
Kirchberg é um município da Alemanha, situado no distrito de Zwickau, no estado da Saxônia. Tem 39,58 km² de área, e sua população em 2019 foi estimada em 8.179 habitantes.